# Лакомый, Петр
Петр Лакомый (чеш. Petr Lakomý; род. 10 апреля 1951, Оломоуц) — чехословацкий гребец, выступавший за сборную Чехословакии по академической гребле в начале 1970-х годов. Обладатель двух серебряных медалей чемпионатов Европы, победитель и призёр первенств национального значения, участник летних Олимпийских игр в Мюнхене.

## Биография
Петр Лакомый родился 10 апреля 1951 года в городе Оломоуц, Чехословакия.
Первого серьёзного успеха в академической гребле на международном уровне добился в сезоне 1969 года, когда вошёл в состав чехословацкой национальной сборной и в восьмёрках одержал победу на юниорском мировом первенстве в Неаполе.
Впервые заявил о себе среди взрослых спортсменов в сезоне 1971 года, выступив на чемпионате Европы в Копенгагене — в распашных двойках без рулевого стал серебряным призёром, уступив в финале только команде из Восточной Германии.
Благодаря череде удачных выступлений удостоился права защищать честь страны на летних Олимпийских играх 1972 года в Мюнхене. Вместе с напарником Любомиром Заплеталом в программе безрульных двоек благополучно преодолел предварительные квалификационные этапы, тогда как в решающем финальном заезде финишировал четвёртым почти одновременно с командой Нидерландов, ставшей всё же третьей.
После мюнхенской Олимпиады Лакомый ещё в течение некоторого времени оставался действующим спортсменом и продолжал принимать участие в крупнейших международных регатах. Так, в 1973 году он побывал на чемпионате Европы в Москве, откуда привёз награду серебряного достоинства, выигранную в восьмёрках — здесь его вновь опередил экипаж из ГДР.